# フランツ・クサーヴァー・フォン・ザクセン
フランツ・クサーヴァー・フォン・ザクセン（Franz Xaver von Sachsen, 1730年8月25日 - 1806年6月21日）は、ドイツのザクセン選帝侯家の公子。ポーランド王およびザクセン選帝侯アウグスト3世とその妻で神聖ローマ皇帝ヨーゼフ1世の娘マリア・ヨーゼファの間の四男（実質的な次男）。
全名は、フランツ・クサーヴァー・アルベルト・アウグスト・ルートヴィヒ・ベンノ（Franz Xaver Albert August Ludwig Benno）。

## 生涯
1763年12月17日、兄のフリードリヒ・クリスティアンが選帝侯位を継いでわずか74日後に急死した。フランツ・クサーヴァーはフリードリヒ・クリスティアンの未亡人マリア・アントーニアとともに、次の選帝侯となった兄の遺児フリードリヒ・アウグスト3世の摂政を務めることになった。フランツ・クサーヴァーは兄の遺志を引き継いで、啓蒙改革を推進した。
1765年10月、フランツ・クサーヴァーは甥の選帝侯フリードリヒ・アウグスト3世がポーランド・リトアニア共和国のポーランド王位請求権を放棄し、スタニスワフ・アウグスト・ポニャトフスキをポーランド王と認めることを宣言した。この宣言は1764年4月に調印されたプロイセンとロシアの和平条約において、出すことを求められていたものであった。しかしこの宣言は選帝侯の母で共同摂政のマリア・アントーニアの希望に反するものだった。摂政を務める間、フランツ・クサーヴァーはプロイセン王フリードリヒ2世に倣ったプロイセン式の軍制改革をザクセンにも導入しようとした。ザクセン選帝侯領の等族たちは、非常に高額な予算を費やすことになる軍政改革を拒絶したため、フランツ・クサーヴァーと等族たちは対立した。
1356年の金印勅書 (en) によれば、未成年の選帝侯は18歳の誕生日が来れば親政を開始できることになっていた。このため1768年にフリードリヒ・アウグスト3世が18歳に達すると同時に、フランツ・クサーヴァーによる摂政政治は終わった。
1765年3月9日、フランツ・クサーヴァーは義姉マリア・アントーニアの女官でイタリア人のキアラ・マリーア・スピヌッチ伯爵夫人（1742年 - 1791年）と貴賤結婚した。この結婚は1777年になってようやく公表され、正式な婚姻と認められた。
摂政を退いた翌年の1769年、フランツ・クサーヴァーは妻子を連れてフランスに移住した。フランスでは妹のマリー＝ジョゼフが王太子妃になっていたが、2年前の1767年に亡くなっていた。彼はフランスではルサス伯爵（ラウジッツ伯爵）の名前で呼ばれ、20年近くを過ごした。1774年には甥のルイ16世がフランス王となった。フランス革命が始まると、フランツ・クサーヴァーは家族を連れてローマに亡命した。1792年に妻に先立たれた後、フランツ・クサーヴァーは故国ザクセンに戻ってツァベルティッツ城で余生を送り、75歳で亡くなった。

## 子女
妻キアラ・マリーア・スピヌッチとの間に10人の子女をもうけたが、成人したのは6人だけである。子供たちは皆ラウジッツ伯爵（伯爵夫人）の姓を名乗った。
- ルートヴィヒ（1766年 - 1782年、夭折）
- クララ・マリア（1766年、ルートヴィヒの双子の妹、夭折）
- ヨーゼフ・クサーヴァー（1767年 - 1802年） - 「シュヴァリエ・ド・サックス（Le Chevalier de Saxe）」と呼ばれた。ロシア貴族のニコライ・シチェルバトフ公爵との決闘で死去。
- エリーザベト（1768年 - 1844年） - 「マドモワゼル・ド・サックス（Mademoiselle de Saxe）」と呼ばれた。1787年、エスクリニャック公爵アンリ・ド・プレサックと結婚。
- マリア・アンナ（1770年 - 1845年） - 1793年、オリオーロ公パルッツォ・アルティエーリと結婚。
- ベアトリクス（1772年 - 1806年） - 1794年、コルレート侯爵ラファエーレ・リアーリオ＝スフォルツァと結婚。
- クニグンデ（1774年 - 1828年） - 1795年、ジョヴァンニ・パトリージ・ナーロ・モントロ侯爵と結婚。
- マリア・クリスティーナ（1775年 - 1837年） - 1796年、アルソリ公カミッロ・マッシミリアーノ・マッシモと結婚。
- 男児（1777年、死産）
- ツェツィーリエ（1779年 - 1781年、夭折）